# Pareja (Guadalajara)
Pareja ist ein Ort und eine Gemeinde (municipio) mit 477 Einwohnern (Stand: 2024) im Südwesten der Provinz Guadalajara in der Autonomen Gemeinschaft Kastilien-La Mancha. Zur Gemeinde gehören neben dem Hauptort Pareja die Ortschaften Casasana, Cereceda, Hontanillas, Tabladillo, Peñalagos, Las Anclas und El Paraíso.

## Lage und Klima

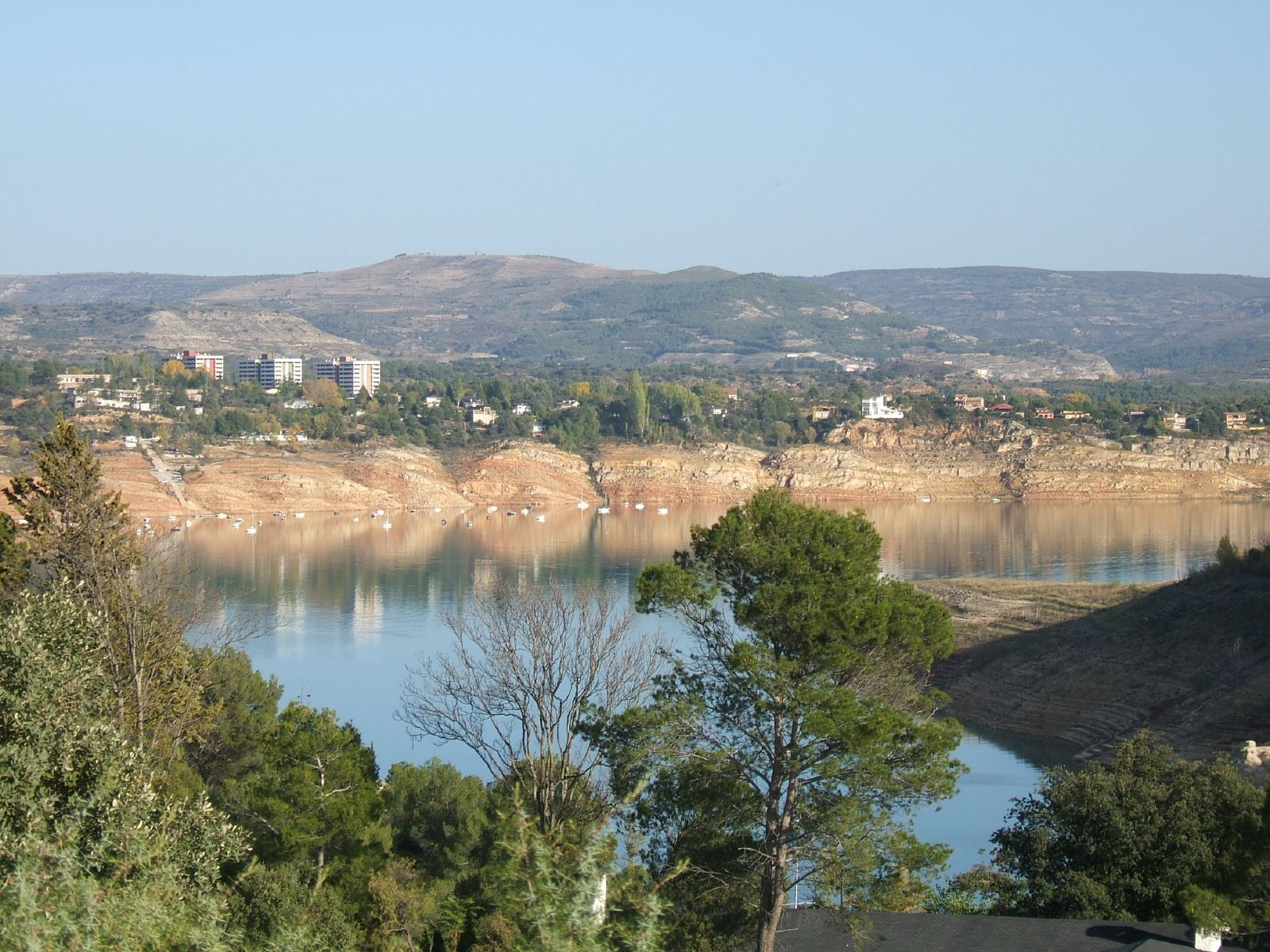
Entrepeñas-Stausee

Pareja liegt in einer Höhe von ca. 750 m in der Kulturlandschaft der Alcarria am Entrepeñas-Stausee, der die westliche Grenze bildet. Die Entfernung zur westnordwestlich gelegenen Provinzhauptstadt Guadalajara beträgt ca. 55 Kilometer (Fahrtstrecke). Das Klima ist gemäßigt bis warm; Regen (568 mm/Jahr) fällt übers Jahr verteilt.

## Bevölkerungsentwicklung
| Jahr      | 1970 | 1981 | 1991 | 2001 | 2011 | 2021 |
| Einwohner | 638  | 503  | 466  | 498  | 543  | 455  |

## Sehenswürdigkeiten

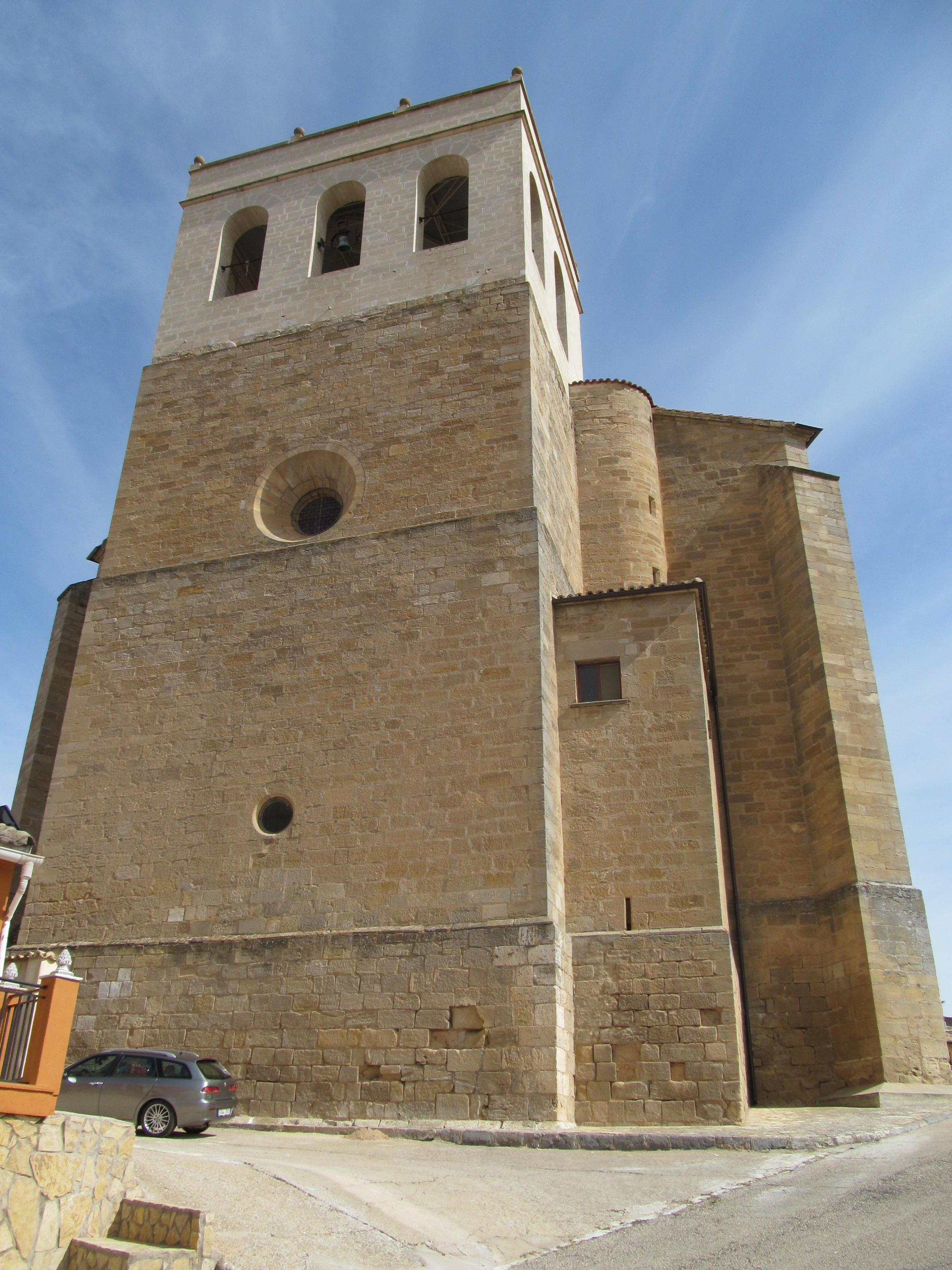
Kirche Mariä Himmelfahrt
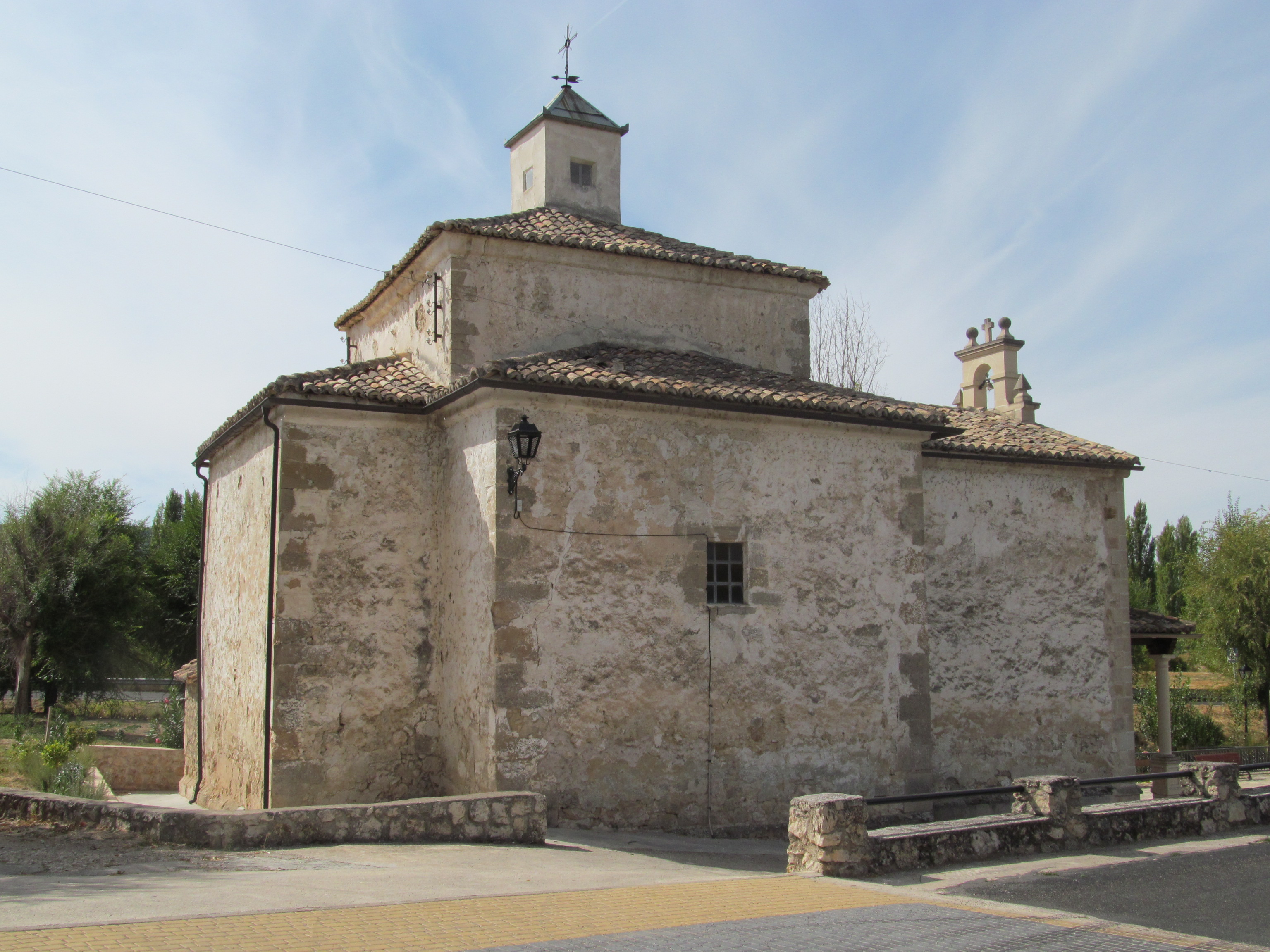
Marienkapelle
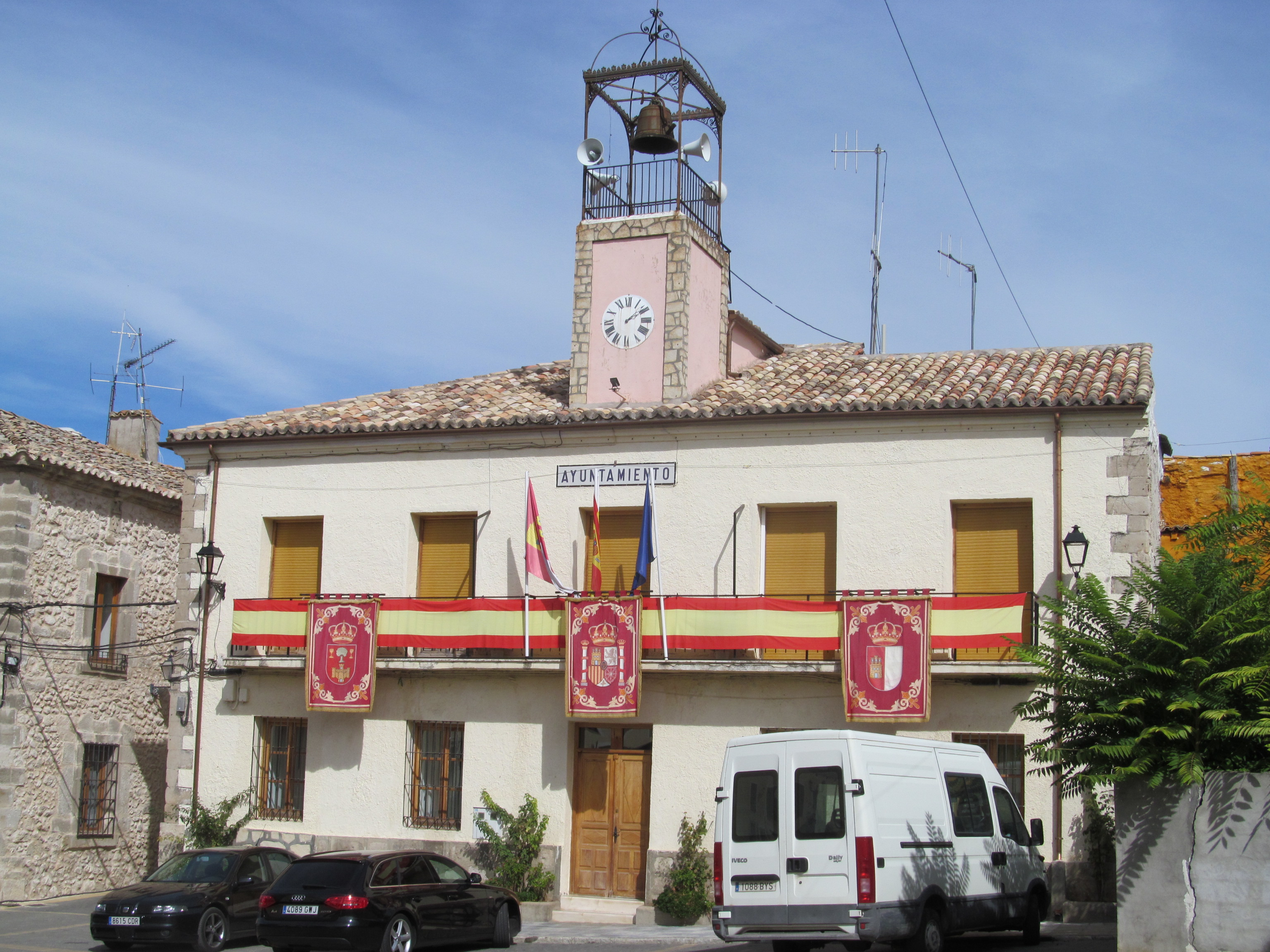
Rathaus

- Kirche Mariä Himmelfahrt
- Marienkapelle
- Rathaus